# هنري بيكون (كرة سلة)
هنري بيكون (بالإنجليزية: Henry Bacon)‏ مواليد 5 يوليو 1948 في لويفيل، هو لاعب كرة سلة أمريكي سابق. بدأ مسيرته الاحترافية في سنة 1972. تم اختياره من قبل فريق غولدن ستايت ووريورز خلال الدرافت. حمل الرقم 14. يبلغ طوله 6 قدم 3 بوصة (1.9 م). اعتزل اللعب في 1973.

## روابط خارجية
- هنري بيكون على موقع سبورتس رفرنس (الإنجليزية)
- هنري بيكون على موقع كلية كرة السلة في سبورتس رفرنس.كوم (الإنجليزية)
- هنري بيكون على موقع ريلجم (الإنجليزية)
- هنري بيكون على موقع بروبوليرز (الإنجليزية)